# Nowa Rudzica
Nowa Rudzica (biał. Новая Рудзіца, Nowaja Rudzica; ros. Новая Рудица, Nowaja Rudica) – wieś na Białorusi, w obwodzie mińskim, w rejonie dzierżyńskim, w sielsowiecie Borowa.

## Historia
Dawniej majątek ziemski (folwark). W XIX i w początkach XX w. położona była w Rosji, w guberni mińskiej, w powiecie mińskim, gminie Kojdanów. Znajdował się tu dwór szlachecki. W 1888 majątek należący do Dybowskich obejmował propinację, młyn i arendy dające ok. 2000 rubli dochodu.
Po I wojnie światowej pod administracją polską, w Zarządzie Cywilnym Ziem Wschodnich, w okręgu mińskim, w powiecie mińskim, gminie Kojdanów.
W wyniku postanowień traktatu ryskiego znalazła się w granicach Związku Sowieckiego. W latach 1932–1937 w Polskim Rejonie Narodowym im. Feliksa Dzierżyńskiego. Od 1991 w niepodległej Białorusi.